# Ruth Orr Kent
Ruth Orr Kent (nascuda el 1913 - Anaheim, comtat d'Orange (California), 15 de juny, 2005), fou una pianista clàssica consumada, es va graduar al Conservatori de Música de Cincinnati i va estudiar amb molts pianistes de concert de fama mundial entre ells Egon Petri.

## Biografia
Era filla de Charles i Vera Orr de Phoenix, on tenia un programa de ràdio de llarga durada sobre música clàssica. Era tan hàbil que sovint li demanaven que substituís a l'últim moment en una orquestra simfònica el pianista de la qual havia quedat sobtadament incapacitat. Va ensenyar a l'escola primària d'Anaheim durant uns anys i també va ensenyar música al Westmont College de Santa Barbara. Va donar classes particulars de piano a molts estudiants de la zona d'Anaheim.
Abans de la seva residència dels seus últims 10 anys al Walnut Manor Nursing Center, va participar activament a la P.E.O. i a la Primera Església Presbiteriana d'Anaheim.